# Perameles eremiana
El bandicut del desierto (Perameles eremiana), también conocido como mulgaruquirra, es una especie extinta de marsupial clasificada dentro del género Perameles. Habitaba el norte de Australia Meridional, el sur del Territorio del Norte, y la región del Gran Desierto de Victoria perteneciente a Australia Occidental. El último espécimen conocido fue recolectado en 1943 en la Canning Stock Route, no habiendo avistamientos confirmados de la especie desde entonces. Es por ello que la UICN la considera ahora como extinta.
Los ejemplares de Parameles eremiana medían entre 18 y 28.5 centímetros, mientras que su cola promediaba los 10 centímetros de longitud. Sus orejas eran largas y semi-puntiagudas. Sus patas delanteras estaban cubiertas por una gran cantidad de pelo, mientras que las traseras solo mantenían este en la zona anterior. La parte superior y los costados del cuerpo exhibían un pelaje anaranjado oscuro, en lugar del habitual color marrón presente en el resto de sus parientes. Su dieta no se conoce con certeza, pero se sabe que incluía hormigas, larvas de escarabajo y termitas.
Los primeros especímenes, hallados en el área de Alice Springs, fueron descritos en 1897. Parece haber sido bastante común en las zonas remotas del noroeste de Australia Meridional, el suroeste del Territorio del Norte, y en la región central de Australia Occidental al menos hasta la década de 1930. Informes no confirmados sugieren que su área de distribución pudo haberse extendido al desierto de Tanami y a la árida costa de Australia Occidental, entre Broome y Port Hedland.
El hábitat favorito de la especie era el desierto arenoso abundante en plantas del género Triodia y otros herbáceas pertenecientes a la familia Poaceae. Se estima que su extinción acaeció entre 1943 y 1960. Si bien las causas de su declive aún son inciertas, se piensa que influyó en gran medida el cambio en el régimen de quemas efectuadas por los aborígenes, a raíz de la remoción de estos de los desiertos centrales australianos. Otro factor que pudo haber incidido fuertemente en su desaparición fue la introducción del zorro rojo a Australia.